# Gustav Ehart
Gustav Ehart (* 28. August 1876 in Ottnang am Hausruck, Oberösterreich; † 7. Juni
1968 in Linz) war ein österreichischer Eisenbahnbediensteter und Politiker.
Ehart erlernte den Schlosserberuf und arbeitete dann in der Lokomotivfabrik Krauß in Linz. Von 1902 bis zu seiner Pensionierung im Jahre 1925 war er Werkmeister bei der Bundesbahn. Er war Obmann der Eisenbahnergewerkschaft und Sekretär des Gewerkschafts- und Rechtsschutzvereines in Linz. Aus seiner 1901 geschlossenen Ehe stammen zwei Kinder.
Politisch tätig war Ehart vorwiegend in der Kommunalpolitik; von 1911 bis 1934 war er sozialdemokratischer Gemeinderat der Stadt Linz und Vorsitzender des Wohnungsausschusses, von 1927 bis 1931 auch
Abgeordneter des oberösterreichischen Landtages. Mitglied des sozialdemokratischen Landesparteivorstandes war er bis zu seiner Auflösung im Jahre 1934.